# فرهاد مشکات
فرهاد مشکات یا فرهاد مشکوة (زادهٔ ۱۳۱۶) موسیقی‌دان، رهبر ارکستر و آهنگساز ایرانی‌تبار است. او به مدت ۶ سال رهبری ارکستر سمفونیک تهران را بر عهده داشت.

## زندگی هنری
فرهاد مشکات در سال ۱۳۱۶ در آلمان متولد شد. او سال‌های ابتدای کودکی خود را در تهران گذراند و در سن ۸ سالگی به سوئیس رفت. او ابتدا در کنسرواتوار موسیقی ژنو به آموختن نوازندگی ساز ویلن پرداخت. پس از آن در ۱۹ سالگی به نیویورک عزیمت کرد. وی همزمان با تحصیل موسیقی در رشته اقتصاد نیز مشغول به تحصیل و موفق به دریافت دکترای اقتصاد شد.
از جمله استادان او در علوم موسیقی می‌توان به افرادی نظیر هنری کاول (تئوری موسیقی، هارمونی و کنترپوان) و «ریچارد مکس ویل» (موسیقی الکترونیک) اشاره نمود.

## فعالیت هنری
او اولین تجربه‌های آهنگسازی را از سال ۱۳۳۹ آغاز کرد و قطعاتی به شیوهٔ دودکافونیک (موسیقی دوازده‌نغمه‌ای) نوشت و همزمان دوره رهبری ارکستر را نزد «کارل بامبرگر» طی کرد.

فرهاد مشکات در سال ۱۳۴۱ اولین کنسرتش را در نیویورک برگزار کرد. پس از مدتی به شهر رم ایتالیا مهاجرت کرد و در کنسرواتوار «سانتا چیچیلیا» زیر نظر «فرانکو فِرارا» به تحصیلاتش ادامه داد و دوره ای را نیز در آکادمی «چیگیانا» گذراند. او ۶ سال در ایتالیا ماند و در این مدت آهنگسازی چند فیلم مستند را انجام داده و رهبری کرد. یکی از این فیلم‌ها به نام «داستان تانکردی / La Fiaba di Tancerdi» در جشنواره ونیز ۱۹۶۶ جایزهٔ ویژه موسیقی متن را برای مشکات به ارمغان آورد. وی دوره عالی رهبری ارکستر را در آکادمی شهر «سی‌ینا» طی کرد. او در سال ۱۹۶۷ جایزهٔ دوم مسابقات جهانی ارکستر در فلورانس (برای رهبران جوان) را دریافت نمود و در ۱۹۶۸ موفق به اخذ جایزهٔ نخست کنکور بین‌المللی «دیمتری متروپولوس / Dimitri Mitropoulos» در نیویورک شد.
فرهاد مشکات در سال ۱۳۴۸ به ایران بازگشت و به عنوان رهبر ثابت ارکستر رادیو و تلویزیون ملی ایران برگزیده شد. او در سومین جشن هنر شیراز موفق به دریافت جایزه اول شد و در سال ۱۳۵۰ همراه با ارکستر مجلسی در فستیوال «رویان (فرانسه)» شرکت نمود و مورد تحسین قرار گرفت.فرهاد مشکات از اوایل سال ۱۳۵۱ به رهبری ارکستر سمفونیک تهران برگزیده شد. آخرین کنسرت او به همراه ارکستر سمفونیک تهران در آبان ماه ۱۳۵۷ برگزار شد و در همان سال ایران را ترک کرد. وی در حال حاضر در آمریکا سکونت دارد.